# Hamborg Plads
Hamborg Plads er en plads i Nordhavnen i København, der ligger mellem Århusgade, Antwerpengade og Sankt Petersborg Plads. Pladsen er opkaldt efter den tyske havneby Hamburg. Pladsen etableredes sammen med de første byggerier omkring den i 2014-2019.

## Historie
Pladsen ligger ligesom resten af Århusgadekvarteret i et område, der indtil 2014 var en del af Københavns Frihavn med begrænset adgang for offentligheden. Endnu i 2012 lå der nogle erhvervsbygninger i denne del af området, men de fleste blev efterfølgende fjernet, så kun en tidligere foderstofsilo mindede om tidligere tiders aktivitet. I forbindelse med områdets ophør som frihavn var det nemlig blevet besluttet at omdanne det til en ny bydel med boliger og erhverv, hvilket blandt andet medførte anlæg af en række nye gader og pladser, heriblandt denne med arbejdsnavnet Århus Torv. Københavns Kommunes Vejnavnenævnet ønskede at følge traditionen med at give gadenavne efter et bestemt tema, i dette tilfælde internationale havnebyer. Indstillingen blev godkendt på Teknik- og Miljøudvalgets møde 21 januar 2014 med virkning fra 1. marts 2014, hvor pladsen officielt fik navnet Hamborg Plads. I praksis eksisterede pladsen dog knap nok i virkeligheden på det tidspunkt, men der blev sat gang i arbejdet med den, alt imens det nye byggeri skød op omkring den.
I første omgang var det kun den vestlige del af pladsen, der blev etableret. Resten blev benyttet som byggeplads til blandt andet ombygningen af siloen til højhuset Frihavns Tårnet i 2014-2016. Det skete igen, da byggeriet af Big Bio Nordhavn syd for pladsen gik i gang. Resten af pladsen kunne derfor først etableres i 2020. Den blev så indrettet som som et aktivitetsplads med siddeelementer og en stor rødbøg.

## Bebyggelse
I alt ligger der fem byggerier omkring pladsen. På den vestlige side ved Antwerpengade opførte Kuben Byg og Casa Nord boligbebyggelsen Havnehuset efter tegninger af Tegnestuen Vandkunsten i 2014-2015. Boligbebyggelsen var den første af sin slags i Århusgadekvarteret og rummer butikker, 50 lejligheder, privat gårdmiljø i første sals højde og fælles taghaver. Næsten alle lejligheder har altaner, men trods bygningens navn har de færreste udsigt til havnen på grund af omkringliggende byggeri. Til gengæld kan beboerne prale af at have været de første til at flytte ind det nye kvarter, hvilket skete fra 30. april 2015.
På den nordvestlige side på den anden side af Århusgade opførte Domea København karreen Orienten med 134 almene boliger med grønne fællesarealer, en integreret institution og butikker ud mod Århusgade. Karreen er tegnet af Dorte Mandrup Arkitekter og KHS Arkitekter og er beklædt med røde, brune og grå tegl og pladematerialer passende til kvarteret. Byggeriet fandt sted i 2017-2019.
På den nordlige side ligger den tidligere foderstofsilo, der i sin tid blev benyttet af DLG. Den blev ombygget til et boligtårnet Frihavns Tårnet (arbejdsnavn: Kornaksen) med ca. 80 lejligheder af Boll+ efter tegninger af Praksis Arkitekter i 2014-2016. Ved ombygningen blev der lagt vægt på at bevare bygningens rå struktur med usædvanligt højt til loftet og referencer til den tidligere funktion som silo. Sammen forsynedes bygningen imidlertid også med syd- og vestvendte karnapper og altaner, hvor beboerne øverst kan nyde en udsigt over kvarteret og København i øvrigt fra ca. 50 meters højde.
På den østlige hjørne ved Sankt Petersborg Plads opførtes et parkeringshus for kvarteret med navnet Lüders (arbejdsnavn: Den Røde Tråd) efter tegninger af JAJA Architects i 2014-2016. Huset er nærmest rustrødt men prydes af illustrationer af havnelivet og en mængde grønne plantekasser. Parkeringshuset rummer ca. 500 biler foruden et Netto-supermarked og en genbrugsstation i stuen. Taget fungerer som det offentligt tilgængelige 2.400 m² store Konditaget Lüders, hvor forskellige faciliteter gør det muligt at lege og dyrke sport. Desuden fungerer taget som udsigtspunkt.
På den sydlige side etableredes Big Bio Nordhavn. Indtil det anlagdes flød Hamborg Plads reelt sammen med Gøteborg Plads her.